# Woolworth Building
El Woolworth Building és un dels més antics i dels més cèlebres gratacels del borough de Manhattan, a Nova York. Forma part dels cinquanta edificis més grans del país, amb una alçada de 351 metres i 57 pisos, ha obtingut el 1966 la distinció de National Historic Landmark. La construcció va ser acabada el 1913 segons els plànols de l'arquitecte Cass Gilbert, en un estil neogòtic. Aleshores era la seu de l'empresa de Frank Woolworth. Va ser el gratacel més alt del món fins a 1930 i la construcció del 40 Wall Street. Va ser venut el 1998 al grup Witkoff per 155 milions de dòlars.

## Arquitectura
La construcció de l'edifici va ser encarregada el 1910 per Frank Woolworth que desitjava un edifici en un estil neogòtic a Broadway, davant el New York City Hall. Va encarregar-lo a Cass Gilbert, de qui l'estil s'inspirava principalment en les Belles Arts. L'edifici havia de protegir els quarters generals de la societat dirigida per Woolworth, Five-and-Ten-Cent-Stores, que es componia d'un seguit de botigues barates. Va obrir les portes el 24 d'abril de 1913, amb una alçada final de 241 metres, mentre que els plànols originals preveien un edifici de 190,5 metres. La construcció va costar 13,5 milions de dòlars. Quan es va inaugurar, Woolworth era a Washington DC, d'on va prémer un botó que va posar en marxa les 80.000 bombetes elèctriques de l'immoble.
Amb una esplendor i un estil propi de les catedrals  gòtiques europees, el gratacel va ser batejat «catedral del comerç» pel pastor S. Parkes Cadman durant la cerimònia d'obertura. Amb una alçada de 241 metres, el Woolworth Building s'adjudicava també el títol de gratacel més alt del món, que era fins aleshores tingut per la Metropolitan Life Insurance Company Tower de 213 metres d'alt. Aquest títol va ser conservat pel Woolworth Building de 1913 a 1930, quan va ser superat pel 40 Wall Street que culminava a 282 metres. Fins a 1945, un observatori acollia els visitants al 58è pis de l'edifici a la manera de l'Empire State Building.
El Woolworth Building presenta una forma força atípica, amb una torre que culmina a 241 metres, i al darrere de l'edifici, una part amb forma d'U d'una alçada de 28 pisos. Té una arquitectura molt treballada amb molts detalls ben curats. La decoració exterior del gratacel ha estat emmotllada en plafons de terracota de color calcari. A la part superior de la torre, al voltant del cim piramidal, quatre pilars molt marcats, sense cornises, donen al gratacel la il·lusió d'una empenta ascendent apuntada cap al cel. Una gran part de la façana de terracota va ser reemplaçada per pedra artificial, i 27 pisos de la torre van ser convertits en habitatges.
Els nombrosos detalls d'inspiració  gòtica com les  gàrgoles, els arcbotants, els motius vegetals i els pinacles són concentrats sobre el visible cim piramidal de l'immoble, de tal manera que són visibles a nivell del carrer, tanmateix situat més de dos-cents metres més avall. El passadís cruciforme, ricament decorat, presenta un sostre voltat, els mosaics, i les representacions de Cass Gilbert, Louis Horowitz i Woolworth. El despatx de  Woolworth, construït en un estil Imperi i guarnit de marbre es va conservar
L'entramat d'acer de l'edifici, sostinguda per immensos caixons penetrant la roca dura del subsòl és obra de l'enginyer Gunvald Aus. Els ascensors d'alta velocitat del gratacel eren a més a més innovadors, i el nombre elevat de despatxos accessibles via aquests ascensors feia l'estructura rendible. Els arrendataris de l'immoble compten amb l'Irving Trust bank, així com Columbia Records que hi tenia un estudi de gravació.

## El hall
El hall del Woolworth Building és immens, i d'una alçada de tres pisos. El sostre voltat és recobert de mosaics romans d'Orient i l'estil gòtic de l'exterior de l'immoble troba un complement als diversos balcons guarnits de frescs, les filigranes de bronze, els motius daurats, o fins i tot les escales recobertes de marbre. El hall ha proveït a més a més sis representacions caricaturesques dels actors de la construcció de l'immoble: Frank Woolworth hi és representat comptant els seus beneficis, i l'arquitecte de l'edifici, Cass Gilbert s'agafa frenèticament a una maqueta del gratacel.

## Fotografies

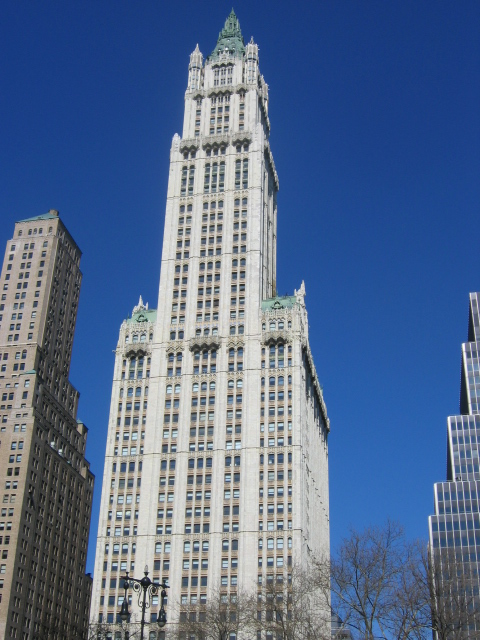
Woolworth Building
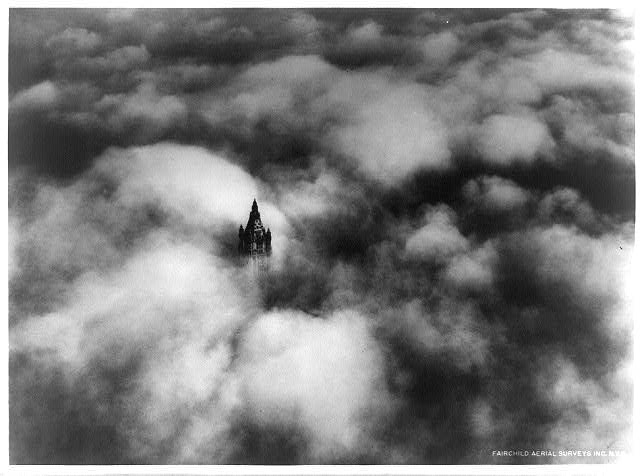
Sobre els núvols...
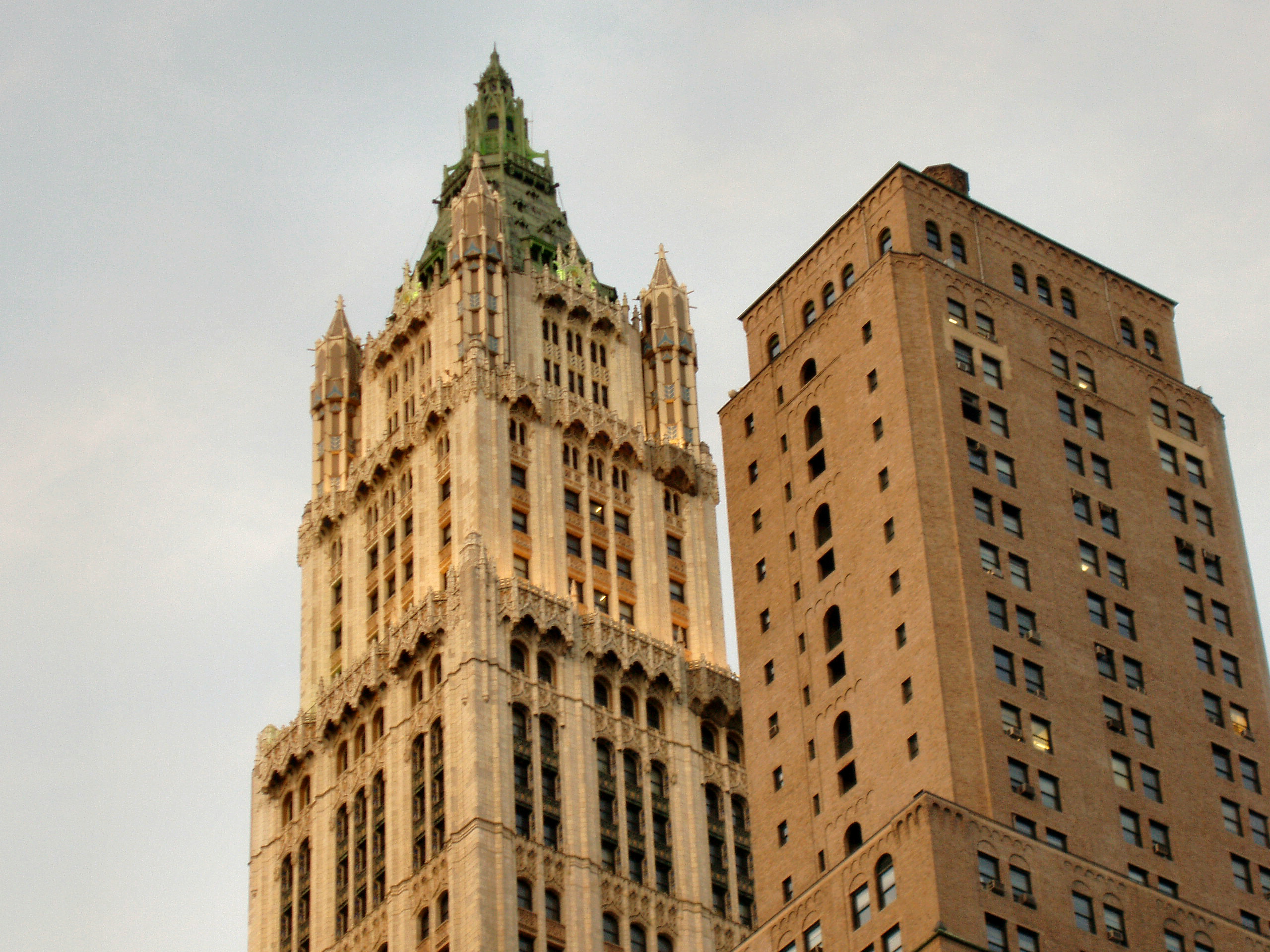
Detall arquitectural